# 2019-es WTA 125K versenysorozat
A 2019-es WTA 125K versenysorozat a WTA által szervezett nemzetközi tenisztorna az élvonalat követő profi női teniszezők számára. A 2019-es évad 11 tornát foglalt magába, amelyek mindegyikének díjalapja 125 000 amerikai dollár volt, kivéve az Oracle Challenger Series tornáit, amelyeken a díjalap 150 000 dollár.

## Szerezhető ranglistapontok
Rövidítések: Gy=győzelem; D=döntős; ED=elődöntős; ND=negyeddöntős; R16=16 között; R32=32 között; Q=kvalfikációt szerzett; Q2=kvalifikáció 2. fordulója; Q1=kvalifikáció 1. fordulója.
| Esemény     | Gy  | D  | ED | ND | R16 | R32 | Q   | Q2  | Q1  |
| ----------- | --- | -- | -- | -- | --- | --- | --- | --- | --- |
| Egyéni      | 160 | 95 | 57 | 29 | 15  | 1   | 6   | 4   | 1   |
| Páros (16D) | 160 | 95 | 57 | 29 | 1   | N/A | N/A | N/A | N/A |

## Versenynaptár
| Kezdet        | Torna | Bajnok                                                | Döntős                                        | Elődöntősök                          | Negyeddöntősök                                                          |
| ------------- | --- | ----------------------------------------------------- | --------------------------------------------- | ------------------------------------ | ----------------------------------------------------------------------- |
| Január 21.    | Oracle Challenger Series – Newport Beach Newport Beach, Amerikai Egyesült Államok 150 000 $ – Kemény – 32S/16Q/16D | Bianca Andreescu 0–6, 6–4, 6–2                        | Jessica Pegula                                | Lauren Davis Tatjana Maria           | Rebecca Peterson Taylor Townsend Eugenie Bouchard Nicole Gibbs          |
| Január 21.    | Oracle Challenger Series – Newport Beach Newport Beach, Amerikai Egyesült Államok 150 000 $ – Kemény – 32S/16Q/16D | Hayley Carter Ena Shibahara 6–3, 7–6(1)               | Taylor Townsend Yanina Wickmayer              | Lauren Davis Tatjana Maria           | Rebecca Peterson Taylor Townsend Eugenie Bouchard Nicole Gibbs          |
| Február 25.   | Oracle Challenger Series – Indian Wells Indian Wells, Amerikai Egyesült Államok 150 000 $ – Kemény – 32S/16Q/16D   | Viktorija Golubic 3–6, 7–5, 6–3                       | Jennifer Brady                                | Vang Csiang Zarina Dias              | Kristýna Plíšková Sara Sorribes Tormo Francesca Di Lorenzo Nicole Gibbs |
| Február 25.   | Oracle Challenger Series – Indian Wells Indian Wells, Amerikai Egyesült Államok 150 000 $ – Kemény – 32S/16Q/16D   | Kristýna Plíšková Jevgenyija Rogyina 7–6(7), 6–4      | Taylor Townsend Yanina Wickmayer              | Vang Csiang Zarina Dias              | Kristýna Plíšková Sara Sorribes Tormo Francesca Di Lorenzo Nicole Gibbs |
| Március 11.   | Abierto De Zapopan Guadalajara, Mexikó 125 000 $ – Kemény – 32S/16Q/16D                                            | Veronyika Kugyermetova 6–2, 6–0                       | Marie Bouzková                                | Tatjana Maria Fiona Ferro            | Kristýna Plíšková Olga Danilović Renata Zarazúa Magda Linette           |
| Március 11.   | Abierto De Zapopan Guadalajara, Mexikó 125 000 $ – Kemény – 32S/16Q/16D                                            | Maria Sanchez Stollár Fanny 7–5, 6–1                  | Cornelia Lister Renata Voráčová               | Tatjana Maria Fiona Ferro            | Kristýna Plíšková Olga Danilović Renata Zarazúa Magda Linette           |
| Április 22.   | Kunming Open Anning, Kína 125 000 $ – Salak – 32S/16Q/16D                                                          | Cseng Szaj-szaj 6–4, 6–1                              | Csang Suaj                                    | Liang En-shuo Kaylah McPhee          | Ma Shuyue Csang Kaj-lin Chihiro Muramatsu Alexandra Cadanțu             |
| Április 22.   | Kunming Open Anning, Kína 125 000 $ – Salak – 32S/16Q/16D                                                          | Peng Suaj Jang Csao-hszüan 7–5, 6–2                   | Tuan Jing-jing Han Hszin-jün                  | Liang En-shuo Kaylah McPhee          | Ma Shuyue Csang Kaj-lin Chihiro Muramatsu Alexandra Cadanțu             |
| Június 4.     | Bol Open Bol, Horvátország 125 000 $ – Salak – 32S/16D                                                             | Tamara Zidanšek 7–5, 7–5                              | Sara Sorribes Tormo                           | Kaja Juvan Anna Karolína Schmiedlová | Bacsinszky Tímea Aleksandra Krunić Jil Teichmann Laura Siegemund        |
| Június 4.     | Bol Open Bol, Horvátország 125 000 $ – Salak – 32S/16D                                                             | Bacsinszky Tímea Mandy Minella 0–6, 7–6(3), [10–4]    | Cornelia Lister Renata Voráčová               | Kaja Juvan Anna Karolína Schmiedlová | Bacsinszky Tímea Aleksandra Krunić Jil Teichmann Laura Siegemund        |
| Július 8      | Swedish Open Båstad, Svédország 125 000 $ – Salak – 32S/16D                                                        | Doi Miszaki 6–4, 6–4                                  | Danka Kovinić                                 | Aleksandra Krunić Katarzyna Kawa     | Johanna Larsson Mona Barthel Natalja Vihljanceva Fiona Ferro            |
| Július 8      | Swedish Open Båstad, Svédország 125 000 $ – Salak – 32S/16D                                                        | Doi Miszaki Natalja Vihljanceva 7–5, 6–7(4), [10–7]   | Alexa Guarachi Danka Kovinić                  | Aleksandra Krunić Katarzyna Kawa     | Johanna Larsson Mona Barthel Natalja Vihljanceva Fiona Ferro            |
| July 29       | Liqui Moly Open Karlsruhe, Németország 125 000 $ – Salak – 32S/8D                                                  | Patricia Maria Țig 3–6, 6–1, 6–2                      | Alison Van Uytvanck                           | Jasmine Paolini Paula Badosa         | Ekaterine Gorgodze Stephanie Wagner Tamara Korpatsch Tereza Mrdeža      |
| July 29       | Liqui Moly Open Karlsruhe, Németország 125 000 $ – Salak – 32S/8D                                                  | Lara Arruabarrena Renata Voráčová 6–7(2), 6–4, [10–4] | Han Hszin-jün Yuan Yue                        | Jasmine Paolini Paula Badosa         | Ekaterine Gorgodze Stephanie Wagner Tamara Korpatsch Tereza Mrdeža      |
| Szeptember 2. | Oracle Challenger Series – New Haven New Haven, Egyesült Államok 162 480 $ – Kemény – 32S/24Q/16D                  | Anna Blinkova 6–4, 6–2                                | Usue Maitane Arconada                         | Heather Watson Lauren Davis          | Danielle Lao Astra Sharma Pauline Parmentier Jennifer Brady             |
| Szeptember 2. | Oracle Challenger Series – New Haven New Haven, Egyesült Államok 162 480 $ – Kemény – 32S/24Q/16D                  | Anna Blinkova Okszana Kalasnikova 6–2, 4–6, [10–4]    | Usue Maitane Arconada Jamie Loeb              | Heather Watson Lauren Davis          | Danielle Lao Astra Sharma Pauline Parmentier Jennifer Brady             |
| November 11   | OEC Taipei WTA Challenger Tajpej, Tajvan 125 000 $ – Szőnyeg (f) – 32S/16Q/16D                                     | Vitalija Gyjacsenko 6–3, 6–2                          | Babos Tímea                                   | Danka Kovinić Viktorija Tomova       | Kyōka Okamura Jana Čepelová Dalila Jakupović Naiktha Bains              |
| November 11   | OEC Taipei WTA Challenger Tajpej, Tajvan 125 000 $ – Szőnyeg (f) – 32S/16Q/16D                                     | Lee Ya-hsuan Wu Fang-hsien 4–6, 6–4, [10–7]           | Dalila Jakupović Danka Kovinić                | Danka Kovinić Viktorija Tomova       | Kyōka Okamura Jana Čepelová Dalila Jakupović Naiktha Bains              |
| November 11   | Oracle Challenger Series – Houston Houston, Egyesült Államok 162 480 $ – Kemény – 48S/4Q/16D                       | Kirsten Flipkens 7–6(4), 6–4                          | Coco Vandeweghe                               | Stefanie Vögele Irina Falconi        | Mandy Minella Katarina Zavacka Caty McNally Taylor Townsend             |
| November 11   | Oracle Challenger Series – Houston Houston, Egyesült Államok 162 480 $ – Kemény – 48S/4Q/16D                       | Ellen Perez Luisa Stefani 1–6, 6–4, [10–5]            | Sharon Fichman Ena Shibahara                  | Stefanie Vögele Irina Falconi        | Mandy Minella Katarina Zavacka Caty McNally Taylor Townsend             |
| December 16   | Open de Limoges Limoges, Franciaország 125 000 $ – Kemény (f) – 32S/16Q/8D                                         | Jekatyerina Alekszandrova 6–1, 6–3                    | Aljakszandra Szasznovics                      | Nicole Gibbs Greet Minnen            | Ana Bogdan Sorana Cîrstea Jil Teichmann Ljudmila Szamszonova            |
| December 16   | Open de Limoges Limoges, Franciaország 125 000 $ – Kemény (f) – 32S/16Q/8D                                         | Georgina García Pérez Sara Sorribes Tormo 6–2, 7–6(3) | Jekatyerina Alekszandrova Okszana Kalasnikova | Nicole Gibbs Greet Minnen            | Ana Bogdan Sorana Cîrstea Jil Teichmann Ljudmila Szamszonova            |

## Statisztikák
A táblázatok tartalmazzák az egyéni és páros tornagyőzelmek számát versenyzőként és országonként.

### Győzelmek versenyzőnként
| Össz | Versenyző                       | Egyéni | Páros | Egyéni | Páros |
| ---- | ------------------------------- | ------ | ----- | ------ | ----- |
| 2    | Anna Blinkova (RUS)             | ●      | ●     | 1      | 1     |
| 2    | Doi Miszaki (JPN)               | ●      | ●     | 1      | 1     |
| 1    | Jekatyerina Alekszandrova (RUS) | ●      |       | 1      | 0     |
| 1    | Bianca Andreescu (CAN)          | ●      |       | 1      | 0     |
| 1    | Vitalija Gyjacsenko (RUS)       | ●      |       | 1      | 0     |
| 1    | Kirsten Flipkens (BEL)          | ●      |       | 1      | 0     |
| 1    | Viktorija Golubic (SUI)         | ●      |       | 1      | 0     |
| 1    | Veronyika Kugyermetova (RUS)    | ●      |       | 1      | 0     |
| 1    | Patricia Maria Țig (ROU)        | ●      |       | 1      | 0     |
| 1    | Tamara Zidanšek (SLO)           | ●      |       | 1      | 0     |
| 1    | Lara Arruabarrena (ESP)         |        | ●     | 0      | 1     |
| 1    | Bacsinszky Tímea (SUI)          |        | ●     | 0      | 1     |
| 1    | Hayley Carter (USA)             |        | ●     | 0      | 1     |
| 1    | Jang Csao-hszüan (CHN)          |        | ●     | 0      | 1     |
| 1    | Okszana Kalasnikova (GEO)       |        | ●     | 0      | 1     |
| 1    | Lee Ya-hsuan (TPE)              |        | ●     | 0      | 1     |
| 1    | Mandy Minella (LUX)             |        | ●     | 0      | 1     |
| 1    | Ellen Perez (AUS)               |        | ●     | 0      | 1     |
| 1    | Georgina García Perez (ESP)     |        | ●     | 0      | 1     |
| 1    | Kristýna Plíšková (CZE)         |        | ●     | 0      | 1     |
| 1    | Jevgenyija Rogyina (RUS)        |        | ●     | 0      | 1     |
| 1    | Maria Sanchez (USA)             |        | ●     | 0      | 1     |
| 1    | Ena Shibahara (USA)             |        | ●     | 0      | 1     |
| 1    | Luisa Stefani (BRA)             |        | ●     | 0      | 1     |
| 1    | Stollár Fanny (HUN)             |        | ●     | 0      | 1     |
| 1    | Peng Suaj (CHN)                 |        | ●     | 0      | 1     |
| 1    | Sara Sorribes Tormo (ESP)       |        | ●     | 0      | 1     |
| 1    | Natalja Vihljanceva (CHN)       |        | ●     | 0      | 1     |
| 1    | Wu Fang-hsien (TPE)             |        | ●     | 0      | 1     |
| 1    | Renata Voráčová (CZE)           |        | ●     | 0      | 1     |

### Győzelmek országonként
| Össz | Ország                    | Egyéni | Páros |
| ---- | ------------------------- | ------ | ----- |
| 7    | Oroszország               | 4      | 3     |
| 2    | Kína                      | 1      | 1     |
| 2    | Svájc                     | 1      | 1     |
| 2    | Csehország                | 0      | 2     |
| 2    | Amerikai Egyesült Államok | 0      | 2     |
| 2    | Japán                     | 1      | 1     |
| 2    | Spanyolország             | 0      | 2     |
| 1    | Belgium                   | 1      | 0     |
| 1    | Kanada                    | 1      | 0     |
| 1    | Románia                   | 1      | 0     |
| 1    | Szlovénia                 | 1      | 0     |
| 1    | Ausztrália                | 0      | 1     |
| 1    | Brazília                  | 0      | 1     |
| 1    | Grúzia                    | 0      | 1     |
| 1    | Luxemburg                 | 0      | 1     |
| 1    | Magyarország              | 0      | 1     |
| 1    | Tajvan                    | 0      | 1     |